# Erik Refilsson
Erik Refilsson var en svensk sagokung av Björn Järnsidas ätt, och son till Refil. Enligt Hervarar saga skulle hans båda kusiner, Björn på Håga och Anund Uppsale, ha efterträdit honom och samregerat som sveakungar.
Rimbert berättar att när Ansgar gjorde sitt andra besök i Birka föreslogs det att Björn och Anunds företrädare Erik skulle upphöjas till gud istället för den nya guden.